# Доктор Пекло
«Доктор Пекло» (англ. Dr. Rage) — американський фільм жахів 2005 року.

## Сюжет
Майкл Дейр науковий співробітник, звільнений з фармацевтичної корпорації, і тепер змушений працювати водієм таксі. Він дізнається, що ліки які випускала компанія, сприяли виникненню раку, від якого померла його мати. І тепер Майкл висуває обвинувачення проти компанії. Одного разу виїхавши на виклик він зачіпляє бампером якогось бездомного, той починає лупити себе по голові дверцятами його таксі. Майкла звинувачують у його побитті і призначають йому курс примусового лікування від нападів гніву в спеціальній клініці доктора Строна. Майкл навіть не підозрює які експерименти проводяться в клініці і яких монстрів вони породжують.

## У ролях
| Актор             | Роль                |
| ----------------- | ------------------- |
| Ендрю Дівофф      | доктор Тімоті Строн |
| Деніс Дафф        | доктор Сьюзан Верже |
| Стівен Полк       | Майкл Дейр          |
| Карен Блек        | Моллі               |
| Джон Кассір       | Мо Мебіус           |
| Роберт ДіТілліо   | Джуніор             |
| Кен Ворд          | Ларрі               |
| Дерек Ситтер      | містер Баторс       |
| Крістофер Райделл | бездомна людина     |
| Джордж Гот        | батько Майкла       |
| Дженніфер Кук     | дружина Строна      |
| Еван Макнамара    | BumFights Host      |
| Пол Гринштейн     | Полі                |
| Лоуренс Гринштейн | бездомна людина 2   |